# Памбак (река)
40° 57′ 26″ N 44° 37′ 57″ E / 40.95722° С; 44.63250° И
{{Река
| име = Памбак 
 јерм.  
| слика = Vanadzor nature.jpg
| опис = Река Памбак код Ванадзора
| дужина = 86
| висина_извора = 2.200 м 
(ушће: 920) 
| проток = 10,6 
| површина_слива = 1.370
| извор = Памбак (планина) 
| извор_координате = 
| ушће = [[У Дебед код села Дсех ]]
| ушће_координате = 
| области = Лори
| земље       =  Јерменија
| притоке = Vanadzor River, Tandzut River
| слив = река Дебед; Каспијско језеро
| градови = Спитак, Ванадзор  
| пловност = 
| мапа = Rivers of Armenia new.jpg
| опис_м = Светлозелено поље
}}
Памбак (јерм. Փամբակ) је јерменска река која протиче кроз северни део Републике Јерменије, односно кроз јужни део провинције Лори. Код места Дсех састаје се са реком Џорагет и тако образује реку Дебед (притока реке Куре).
Извире на северозападним обронцима планине Памбак на надморској висини од 2.200 метара, на крајњем западном делу марза Лори и на граници са суседном провинцијом Ширак. Од извора даље тече ка истоку стешњена између Памбака на југу и Базумске горе на северу. Након града Ванадзора благо скреће ка северу и код места Дсех се састаје са реком Џорагет на надморској висини од 920 м. Река протиче кроз централни део Памбакске котлине.
Протиче кроз градове Спитак и Ванадзор. Њеном долином протеже се железничка пруга која повезује Турску са Грузијом (у Јерменији пролази кроз градове Гјумри, Ванадзор и Алаверди).
Дужина тока Памбака износи 86 km, површина слива је 1.370 km² а просечан проток је 10,6 m³/s.